# Harpemastax cornuta
Harpemastax cornuta är en insektsart som beskrevs av Marius Descamps 1971. Harpemastax cornuta ingår i släktet Harpemastax och familjen Euschmidtiidae.

## Underarter
Arten delas in i följande underarter:
- H. c. meridionalis
- H. c. boina
- H. c. cornuta